# (37068) 2000 UZ49
2000 UZ49 (asteroide 37068) é um asteroide da cintura principal. Possui uma excentricidade de 0.11027990 e uma inclinação de 2.93060º.
Este asteroide foi descoberto no dia 24 de outubro de 2000 por LINEAR em Socorro.